# Rai Open
Il Rai Open è stato un torneo professionistico di tennis che faceva parte dell'ATP Challenger Tour. Si è giocato annualmente sui campi in terra rossa del Circolo Sportivo Rai a Roma in Italia dal 2009 al 2013.

## Albo d'oro

### Singolare
| Anno | Campione              | Finalista              | Punteggio     |
| ---- | --------------------- | ---------------------- | ------------- |
| 2009 | Sebastián Decoud      | Simon Greul            | 7–6(2), 6–1   |
| 2010 | Filippo Volandri      | Lamine Ouahab          | 6–4, 7–5      |
| 2011 | Thomas Schoorel       | Martin Kližan          | 7–5, 1–6, 6–3 |
| 2012 | Roberto Bautista Agut | Rui Machado            | 6–7, 6–4, 6–3 |
| 2013 | Julian Reister        | Guillermo García López | 4–6, 6–3, 6–2 |

### Doppio
| Anno | Campioni                          | Finalisti                          | Punteggio   |
| ---- | --------------------------------- | ---------------------------------- | ----------- |
| 2009 | Simon Greul Alessandro Motti      | Daniele Bracciali Filippo Volandri | 6–4, 7–5    |
| 2010 | Tomasz Bednarek Mateusz Kowalczyk | Jeff Coetzee Jesse Witten          | 6–4, 7–6(4) |
| 2011 | Martin Kližan Alessandro Motti    | Thomas Fabbiano Walter Trusendi    | 7–6(3), 6–4 |
| 2012 | Dustin Brown Jonathan Marray      | Andrei Dăescu Florin Mergea        | 6–4, 7–6(0) |
| 2013 | Andreas Beck Martin Fischer       | Martin Emmrich Rameez Junaid       | 7–6(2), 6–0 |